# Барбара Яцек
Барбара Яцек (англ. Barbara V. Jacak; нар. 1957, Каліфорнія) — американська професорка, фізик, фахівець з ядерної фізики, член Національної АН США (2009), займається експериментальним вивченням кварк-глюонної плазми. Доктор філософії (1984), професор Каліфорнійського університету в Берклі і директор дивізіону LBNL (на обох посадах із 2015), заслужений професор Університету Стоуні-Брук.

## Біографія
Випускниця Каліфорнійського університету в Берклі (бакалавр хімії). У 1984 році отримала ступінь доктора філософії з хімічної фізики в Університеті штату Мічиган. Там вона експериментувала на циклотроні К-500 (Національна лабораторія надпровідного циклотрона). 12 років провела у фізичному дивізіоні Лос-Аламоської національної лабораторії, де спершу була фелло імені Роберта Оппенгеймера (1984-87), а з 1987 року — науковою співробітницею. Потім із 1997 по 2014 рік професорка фізики Університету штату Нью-Йорк у Стоуні-Брук, заслужена з 2008 року, також із 2007 по 2012 рік споуксмен PHENIX Collaboration у RHIC. Вона одна із зачинателів експерименту PHENIX. Була членом співпраці PHENIX з моменту вперше запропонованого детектора. Вона працювала у Раді детекторів у 1992—1994 роках та у Виконавчій раді з 1994 по 2006 роки. У грудні 2006 року вона була обрана речницею PHENIX. Вона обіймала посаду прес-секретаря дві каденції поспіль, полишивши посаду у 2012 році. Під її керівництвом як  речника проекту PHENIX було опублікувала понад 60 праць у рецензованих журналах та завершено понад 90 докторантур в установах по всьому Світі. Вона контролювала успішне встановлення трьох основних оновлень детекторів, а також кілька менших оновлень на детекторі PHENIX.
ІЗ 2015 року в Берклі професорка фізики і одночасно старший науковий співробітник і директор дивізіону ядерних наук LBNL. Фелло Американського фізичного товариства, Американської асоціації сприяння розвитку науки (2009) та Американської академії мистецтв і наук.
Відзначена премією Тома Боннера Американського фізичного товариства (2019). У 2015 році увійшла до Залу слави ARCS Foundation.
Із березня 2015 року є членом співпраці проекту ALICE.
Опублікувала понад 225 наукових праць.

## Наукові доробки
Вибрана наукові праці:
- Barbara Jacak, Berndt Muller: The exploration of hot nuclear matter, Science, Band 337, 2012, S. 310—314
- H. Kruse, B.V. Jacak, H. Stoecker: Microscopic theory of pion production and sidewards flow in heavy ion collisions, Phys. Rev. Lett., Band 54, 1985, S. 289—292
- K.G.R. Doss u. a.: Fragment flow in nuclear collisions, Phys. Rev. Lett., Band 59, 1987, S. 2720
- T. Akesson u. a. (The HELIOS Collaboration): Low mass lepton-pair production in p-Be collisions at 450-GeV/c, Z. Phys. C, Band 68, 1995, S. 47–64
- I. Bearden u. a. (NA44 Collaboration): Collective expansion in high-energy heavy ion collisions, Phys. Rev. Lett., Band 78, 1997, S. 2080—2083
- U. Heinz, B. Jacak: Two-particle correlations in relativistic heavy ion collisions, Annu. Rev. Nucl. Part. Sci., Band 49, 1999, S. 529—579
- K. Adcox u. a. (PHENIX Collaboration), «Suppression of hadrons with large transverse momentum in central Au+Au collisions at √SNN = 130 GeV», Phys. Rev. Lett. 88, 022301 (2002).
- S.S. Adler u. a. (PHENIX Collaboration): Absence of suppression in particle production at large transverse momentum in √SNN = 200 GeV d+Au collisions, Phys. Rev. Lett., Band 91,2003, S. 072303
- S.S. Adler u. a. (PHENIX Collaboration): Jet structure of baryon excess in Au+Au collisions at √SNN = 200 GeV, Phys. Rev. C, Band 71, 2005, S. 051902(R)
- K. Adcox u. a. (PHENIX Collaboration): Formation of dense partonic matter in relativistic nucleus-nucleus collisions at RHIC: Experimental evaluation by the PHENIX collaboration. Status of our program to create, detect and characterize quark-gluon plasma, Nucl. Phys. A, Band 757, 2005, S. 184—283
- S.S. Adler u. a. (PHENIX Collaboration): Dense-Medium Modifications to Jet-Induced Hadron Pair Distributions in Au+Au Collisions at √SNN = 200 GeV, Phys. Rev. Lett., Band 97, 2006, S. 052301
- A. Adare u. a. (PHENIX Collaboration): System Size and Energy Dependence of Jet-Induced Hadron Pair Correlation Shapes in Relativistic Nuclear Collisions, Phys. Rev. Lett., Band 98, 2007, S. 232302
- A. Adare u. a. (PHENIX Collaboration): Dihadron azimuthal correlations in Au+Au collisions at sqrt(s_NN)=200 GeV, Phys. Rev. C, Band 78, 2008, S. 014901